# Kriegerdenkmal Mieste

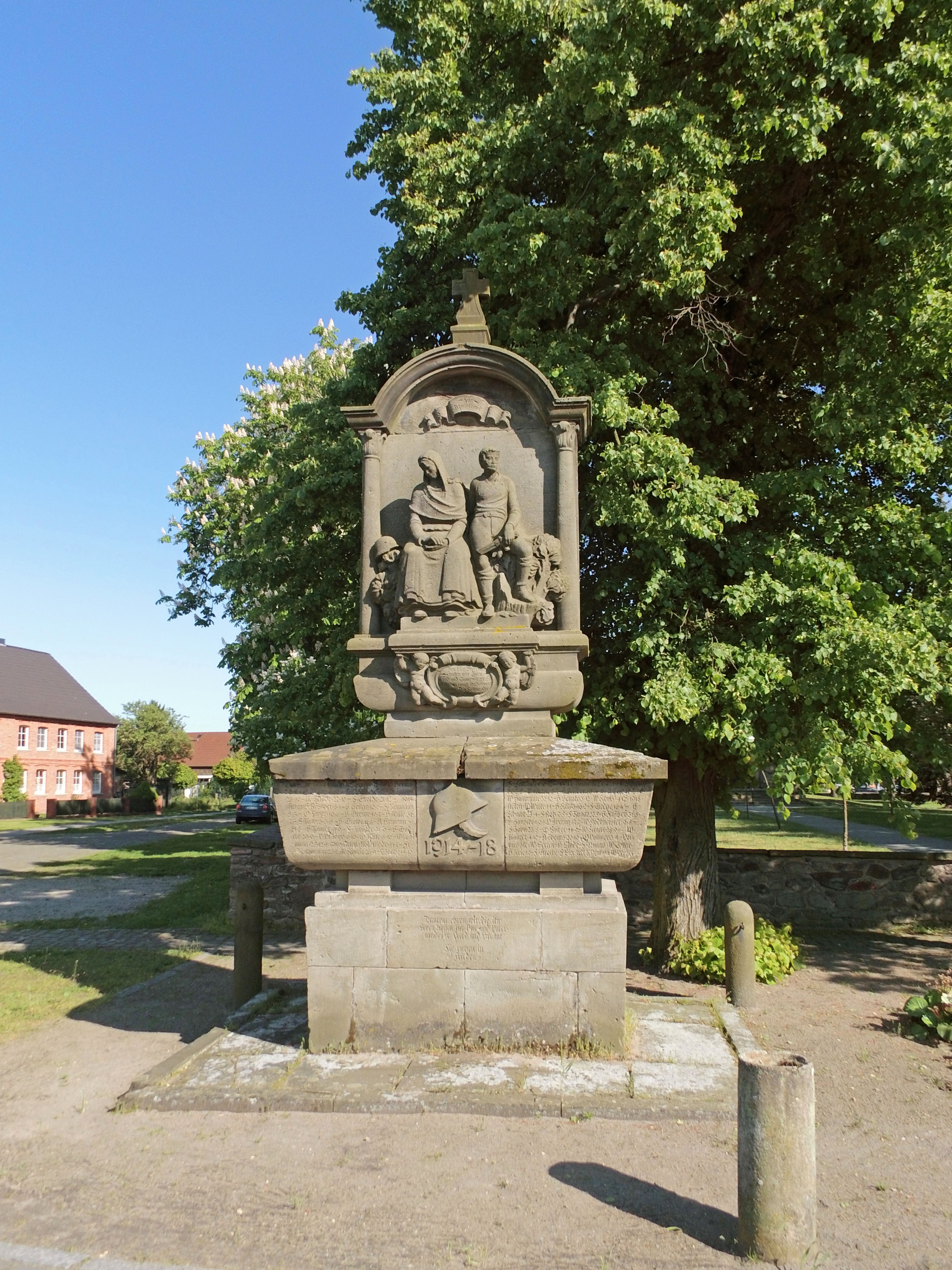
Kriegerdenkmal für die gefallenen Soldaten von Mieste

Das Kriegerdenkmal Mieste ist ein denkmalgeschütztes Kriegerdenkmal im Ortsteil Mieste der Stadt Gardelegen in Sachsen-Anhalt. Im örtlichen Denkmalverzeichnis ist das Kriegerdenkmal unter der Erfassungsnummer 094 98543 als Baudenkmal verzeichnet.

## Allgemeines
Das Kriegerdenkmal wurde zu Ehren gefallener Soldaten des Ersten Weltkriegs an der Riesebergstraße westlich der Dorfkirche Mieste außerhalb des Friedhofs errichtet. Das Denkmal hat die Form eines Sarkophags, auf dem ein Relief einer trauernden Frau und eines Soldaten aufgesetzt ist. Das Denkmal enthält neben der namentlichen Nennung der Gefallenen mehrere Inschriften. Der Sarkophag ist mit einem Stahlhelm und den Zahlen 1914–1918 verziert und in ihm sind die Namen der Gefallenen eingraviert.
Auf dem Friedhof befindet sich ein Kriegerdenkmal für die Gefallenen des Zweiten Weltkriegs und eine Gedenkstätte für Opfer eines Konzentrationslager. In der Dorfkirche ist eine Ehrentafel für die Gefallenen und die Kriegsteilnehmer des Ersten Weltkriegs sowie eine allgemeine Kriegsopfertafel beider Weltkriege angebracht.

## Inschrift
Im oberen Drittel
Unter den Figuren
Unterhalb des Sarkophags